# Gmina Çarshovë
Gmina Çarshovë (alb. Komuna Çarshovë) – gmina miejska położona w południowej części Albanii. Administracyjnie należy do okręgu Përmet w obwodzie Gjirokastra. W 2011 roku populacja gminy wynosiła 918 osób w tym 463 kobiet oraz 455 mężczyzn, z czego Albańczycy stanowili 66,56%, Arumuni 1,09% a Grecy 25,82% mieszkańców. 
W skład gminy wchodzi dziewięć miejscowości: Pëllumbar, Çarshovë, Zhepë, Biovizhdë, Kanikol, Draçovë, Vllaho-Psilloterë, Iliar-Munushtir, Strëmbec.